# Starrcade (1999)
Starrcade (1999) fue la decimoséptima edición de Starrcade, un evento de pago por visión producido por la World Championship Wrestling (WCW). Tuvo lugar el 19 de diciembre de 1999 desde el MCI Center en Washington D. C.. Starrcade '99 destacó por presentar la que sería la última lucha de la carrera de Bret Hart como competidor en activo ya que durante el encuentro sufrió una Conmoción cerebral legítima a causa de una patada mal aplicada por Goldberg que impactó de lleno en su cabeza, ocasionando su retiro definitivo de la Lucha Libre Profesional.

## Resultados
- The Mamalukes (Big Vito & Johnny the Bull) (con Tony Marinara) derrotaron a Disco Inferno & Lash LeRoux (12:12)
  - Vito cubrió a LeRoux después de un "Lifting swinging DDT"
- Madusa derrotó a Evan Karagias (con Spice), ganando el Campeonato Peso Crucero de la WCW (17:14)
  - Madusa cubrió a Karagias con un "Bridging German Suplex"
- Norman Smiley derrotó a Meng reteniendo el Campeonato Hardcore de la WCW (14:45)
  - Smiley cubrió a Meng después de que Fit Finlay le golpeara con una tubería.
- The Revolution (Shane Douglas, Dean Malenko, Perry Saturn & Asya) derrotaron a Jim Duggan & Varsity Club (Kevin Sullivan, Mike Rotunda & Rick Steiner) (con Leia Meow) (11:15)
  - Douglas cubrió a Duggan después de que Varsity Club atacara a Duggan.
  - Como consecuencia, Duggan renunció a su ciudadanía estadounidense.
- Vampiro (con The Misfits) derrotó a Steve Williams por descalificación (2:03)
  - Williams fue descalificado por atacar al árbitro
- Vampiro (con The Misfits) derrotó a Oklahoma (4:23) 
  - Vampiro cubrió a Oklahoma después de un "Nail in the Coffin"
- Creative Control (Gerald y Patrick) & Curt Hennig (con Shane) derrotaron a Harlem Heat (Booker T & Stevie Ray) & Midnight. (18:33)
  - Patrick cubrió a Booker T después de que Hennig le golpeara con un puño americano.
- Jeff Jarrett derrotó a Dustin Rhodes (10:04)
  - Jarrett cubrió a Rhodes después de un "Guitar Shot"
- Diamond Dallas Page derrotó a David Flair (7:27)
  - Page cubrió a Flair después de un "Diamond Cutter"
- Sting (con Miss Elizabeth) derrotó a The Total Package por descalificación (9:20)
  - The Total Package fue descalificado después de que Elizabeth atacara a Sting con un bate de béisbol.
- Kevin Nash derrotó a Sid Vicious en una Powerbomb match (14:16)
  - Nash dijo al árbitro que había realizado una Powerbomb cuando estaba noqueado, por lo que le concedieron la victoria.
- Chris Benoit derrotó a Jeff Jarrett en un Ladder match reteniendo el Campeonato de los Estados Unidos de la WCW (25:50)
  - Benoit descolgó el título para ganar.
- Bret Hart derrotó a Goldberg (w/ Roddy Piper como special guest enforcer) en un Anything Goes Match reteniendo el Campeonato Mundial de la WCW (27:44)
  - Piper le dio la victoria a Hart tras aplicarle el "Sharpshooter" a Goldberg, sin este último haberse rendido.
  - Esto emuló la Traición de Montreal
  - Durante el combate, Goldberg aplicó una patada mal calculada a Bret Hart, ocasionándole una conmoción cerebral legítima, lo que forzaría a Bret a que fuese su último combate y así retirarse de la lucha libre profesional.
  - Al día siguiente en WCW Monday Nitro, el título quedó vacante como consecuencia.